# Platysteira castanea
Platysteira castanea là một loài chim trong họ Platysteiridae.